# Врачебно-консультационная комиссия
Врачебно-консультационная комиссия (ВКК) — комиссия, которая была организована в лечебно-профилактических учреждениях бывшего СССР для экспертизы временной нетрудоспособности и повышения качества лечения больных. С 1 сентября 2025 года вернут врачебную комиссию, если человек болеет чаще, чем раз в полгода.

## Функции
ВКК состояла из трёх врачей — заместителя главного врача по экспертизе, заведующего отделением и лечащего врача, кроме того, в случае необходимости, к работе ВКК привлекаются и врачи других специальностей. Во времена бывшего СССР только ВКК имела право продлевать срок действия больничного листка свыше 6-ти дней, а также решать сложные конфликтные вопросы по экспертизе временной нетрудоспособности и направлять длительно болеющих во ВТЭК. Кроме этого, ВКК имела право предоставлять отпуск для санаторно-курортного лечения с выдачей больничного листа, давать рекомендации об изменении или облегчении условий труда или переводе на другую работу. На ВКК больного направлял лечащий врач, либо заведующий отделением, либо страховой врач профсоюзной организации. Жалобы на решения ВКК рассматриваются главным врачом соответствующего лечебного учреждения.

## См также
- Медико-социальная экспертиза